# Spilosoma semihyalina
Spilosoma semihyalina är en fjärilsart som beskrevs av Max Bartel 1903. Spilosoma semihyalina ingår i släktet Spilosoma och familjen björnspinnare. Inga underarter finns listade i Catalogue of Life.